# Madżid Hosejni
Madżid Hosejni (pers. مجید حسینی; ur. 20 czerwca 1996 w Karadżu) – irański piłkarz grający na pozycji środkowego obrońcy. Od 2021 roku zawodnik Kayserisporu.

## Kariera piłkarska
Swoją karierę piłkarską Hosejni rozpoczął w 2009 roku w klubie Saipa Karadż. W 2014 roku został piłkarzem Esteghlalu Teheran. 8 lutego 2015 zadebiutował w nim w rozgrywkach Iran Pro League w wygranym 1:0 domowym meczu z Paykanem Teheran.
Latem 2015 roku został wypożyczony do innego klubu z Teheranu, Rahu Ahan. Swój debiut w nim zaliczył 7 lutego 2016 w wygranym 1:0 wyjazdowym meczu z Sabą Kom. W Rahu Ahan spędził sezon.
W 2016 roku wrócił do Esteghlalu. W sezonie 2016/2017 wywalczył z nim wicemistrzostwo Iranu, a w sezonie 2017/2018 zdobył Puchar Iranu.
30 lipca 2018 został piłkarzem tureckiego Trabzonsporu. Swój debiut w nim zanotował 17 sierpnia 2018 w zwycięskim 3:1 domowym meczu z Sivassporem. W sezonie 2019/2020 wywalczył z Trabzonsporem wicemistrzostwo Turcji oraz zdobył Puchar Turcji.
W lipcu 2021 Hosejni został zawodnikiem Kayserisporu. Swój debiut w nim zaliczył 14 sierpnia 2021 w przegranym 0:3 wyjazdowym spotkaniu z Altayem.
| Sezon   | Klub              | Kraj   | Rozgrywki       | Mecze | Gole |
| ------- | ----------------- | ------ | --------------- | ----- | ---- |
| 2014/15 | Esteghlal Teheran | Iran   | Iran Pro League | 4     | 0    |
| 2015/16 | Rah Ahan Teheran  | Iran   | Iran Pro League | 9     | 2    |
| 2016/17 | Esteghlal Teheran | Iran   | Iran Pro League | 16    | 1    |
| 2017/18 | Esteghlal Teheran | Iran   | Iran Pro League | 21    | 0    |
| 2018/19 | Trabzonspor       | Turcja | Süper Lig       | 25    | 0    |
| 2019/20 | Trabzonspor       | Turcja | Süper Lig       | 16    | 1    |
| 2020/21 | Trabzonspor       | Turcja | Süper Lig       | 18    | 0    |

## Kariera reprezentacyjna
Hosejni grał w młodzieżowych reprezentacjach Iranu na różnych szczeblach wiekowych. W 2013 roku zagrał z kadrą U-17 na Mistrzostwach Świata U-17, na których Iran dotarł do 1/8 finału.
W reprezentacji Iranu zadebiutował 19 maja 2018 roku w wygranym 1:0 towarzyskim meczu z Uzbekistanem, rozegranym w Teheranie. W 2018 roku powołano go do kadry na Mistrzostwa Świata w Rosji.